# Long Xuyên
Long Xuyên, appelée aussi Long Xuyen ou Thành phố Long Xuyên, est une ville du sud-est du Viêt Nam, capitale de la province d'An Giang, dans le Delta du Mékong. Sa population était de 300 300 habitants en 2007 pour un territoire de 130 km². Cette ville se trouve à environ 1 950 km de la capitale Hanoï, à 189 km de Hô-Chi-Minh-Ville et à 45 km du Cambodge.

## Culte
- Cathédrale Regina Pacis (Reine-de-la-Paix), siège du diocèse de Long Xuyên